# 圣奥拉夫教堂 (塔林)
圣奥拉夫教堂是爱沙尼亚首都塔林的一座浸信宗教堂，创建于12世纪，在1219年丹麦征服塔林以前，是旧塔林斯堪的那维亚社区的中心。它的主保圣人是奥拉夫二世。最早的文字记载见于1267年，在14世纪进行了大规模改建。此前它分別歸屬天主教會、信義宗等基督教宗派。
有一个传说说到，修建教堂的人名叫奥拉夫，从塔顶摔下死亡。据说当他的身体撞到地面时，从口中爬出蛇和蟾蜍，在附近的圣母小教堂，有壁雕描绘这一事件。
1500年前后，这座建筑升高到了159米。建这样高的尖塔，动机是把它作为海洋路标，从塔林远处的海上就可看见这座商业城市。经过几次改建后，今天高123米 - 从1549年，到1625年尖顶毁于雷电，这是世界最高建筑。圣奥拉夫教堂的尖顶已经被闪电击中至少有8次，而整个教堂被烧毁也有3次。
在苏联占领时期从1944年直到1991年，苏联克格勃将圣奥拉夫教堂的尖顶用作广播发射塔和监视点。目前此处是活跃的浸信会教堂。

## 圖集

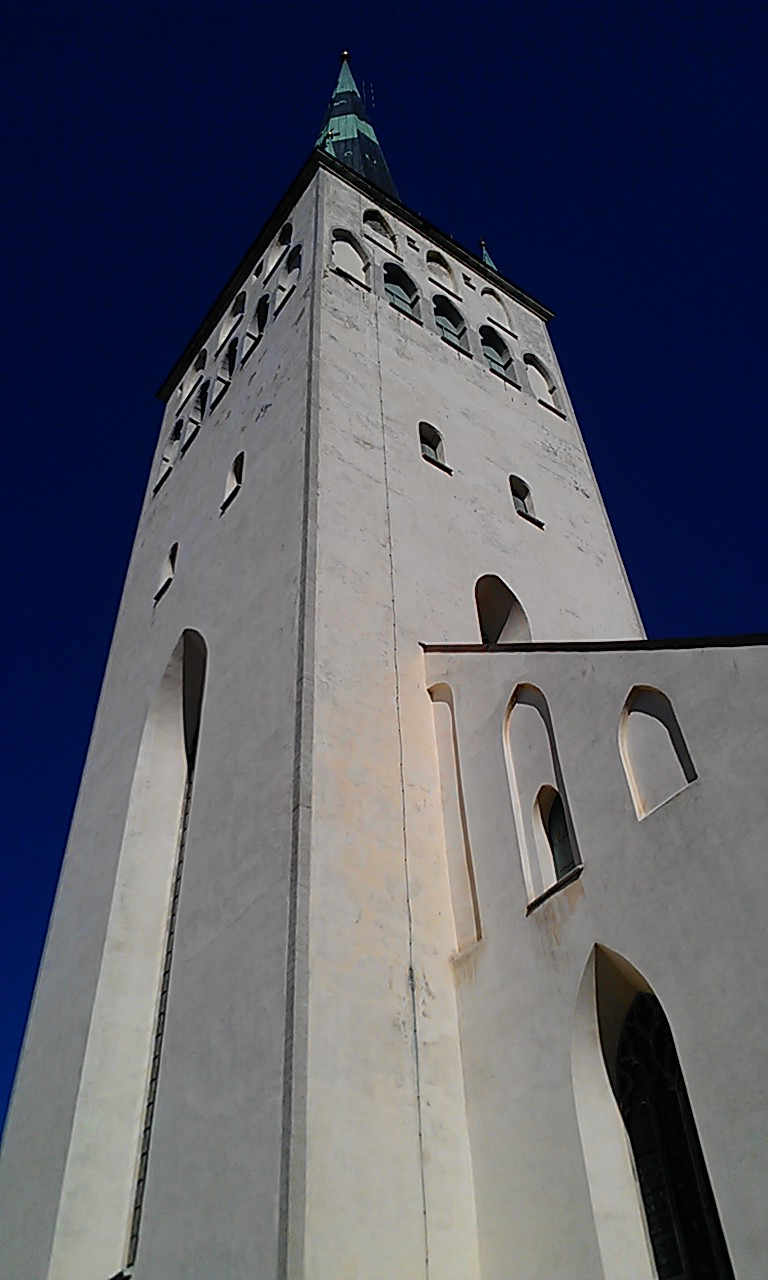
外景
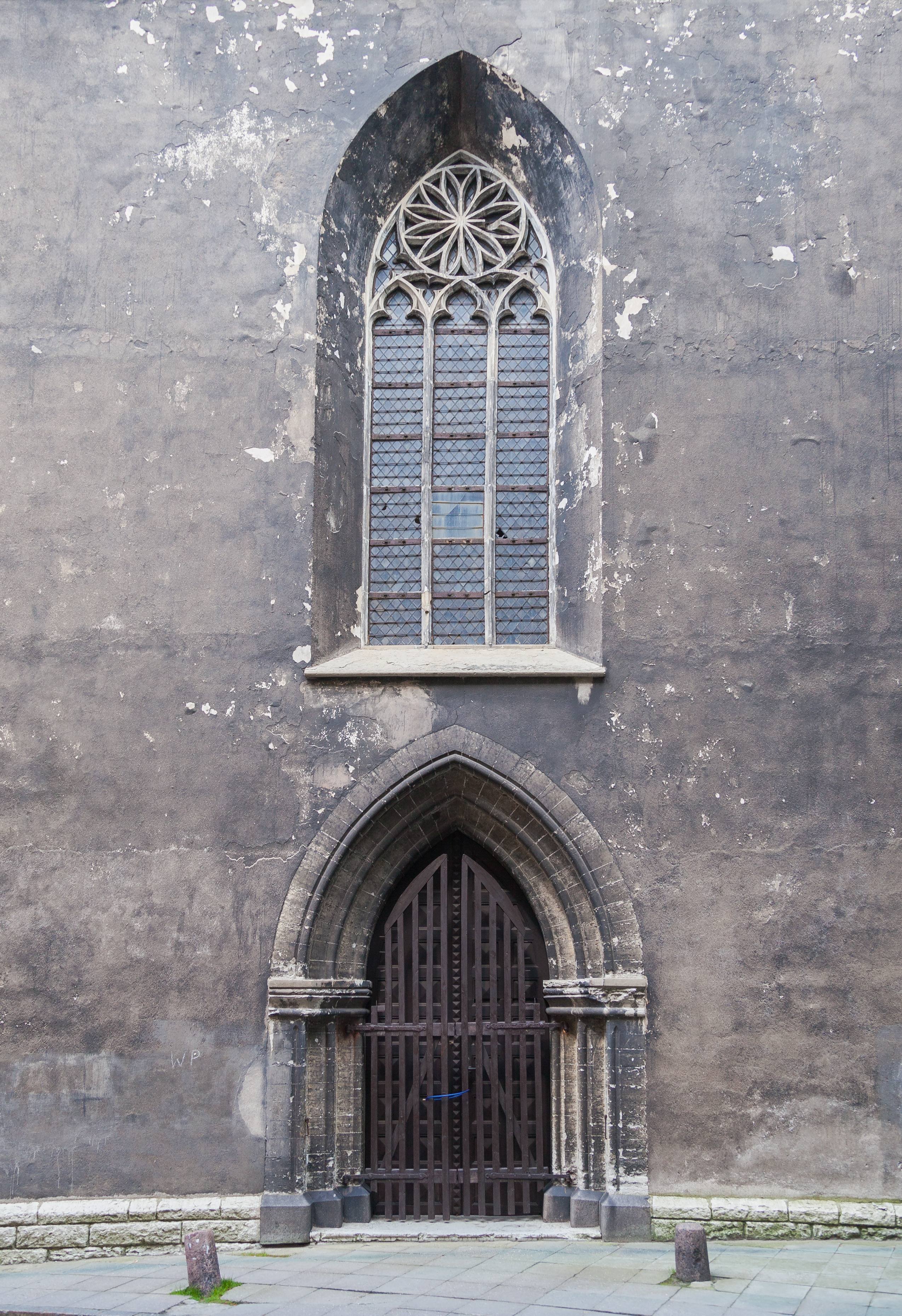
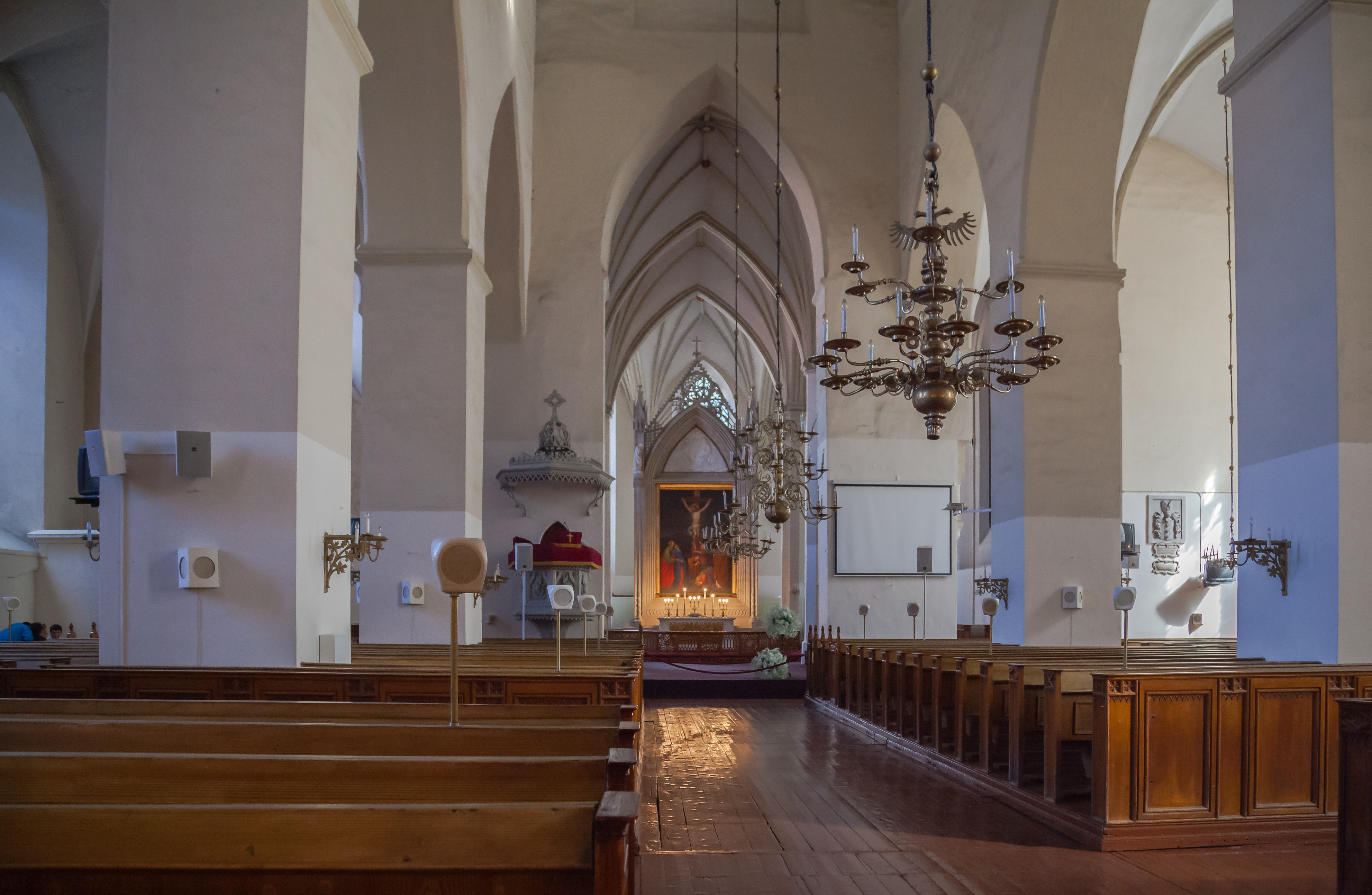
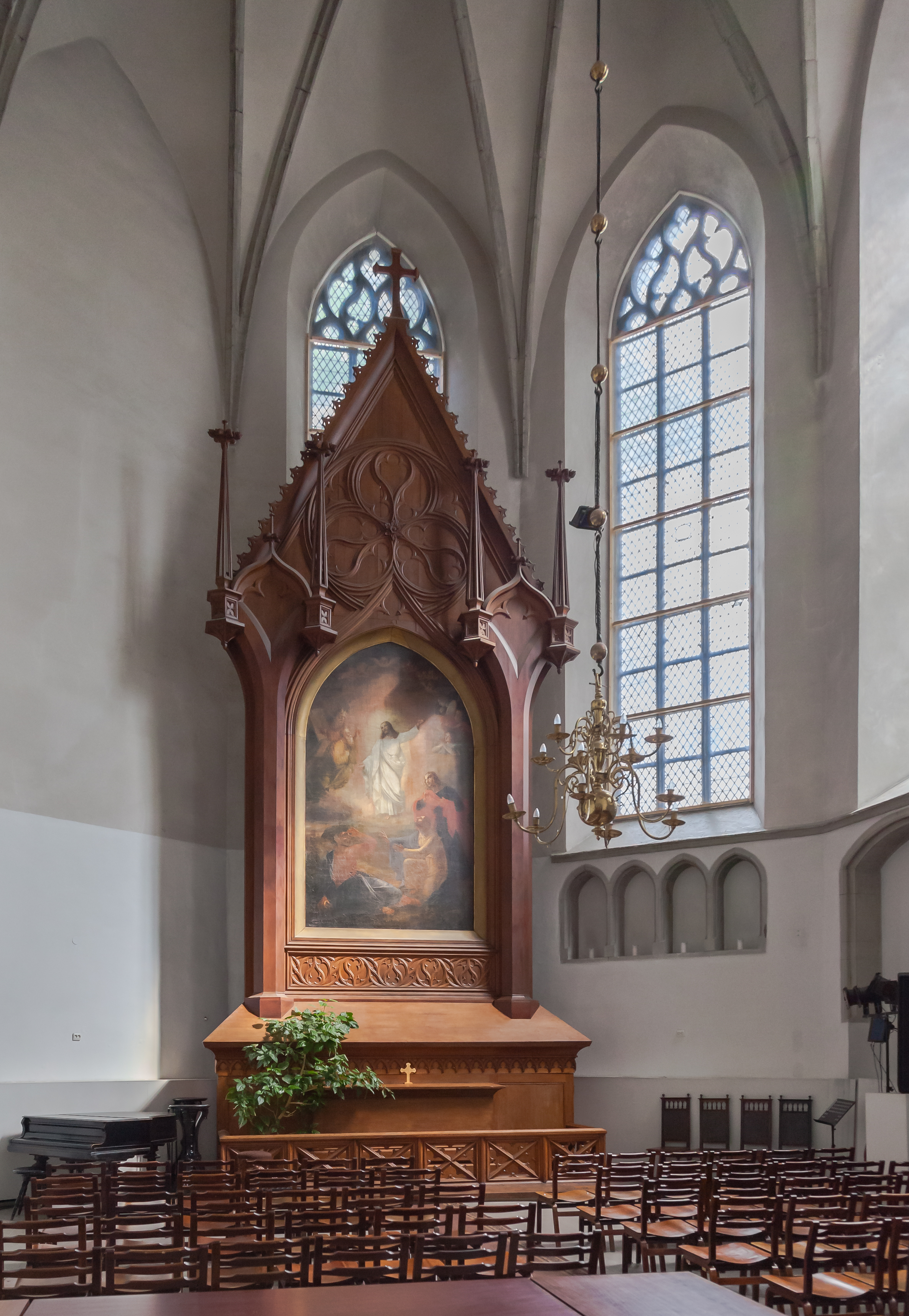
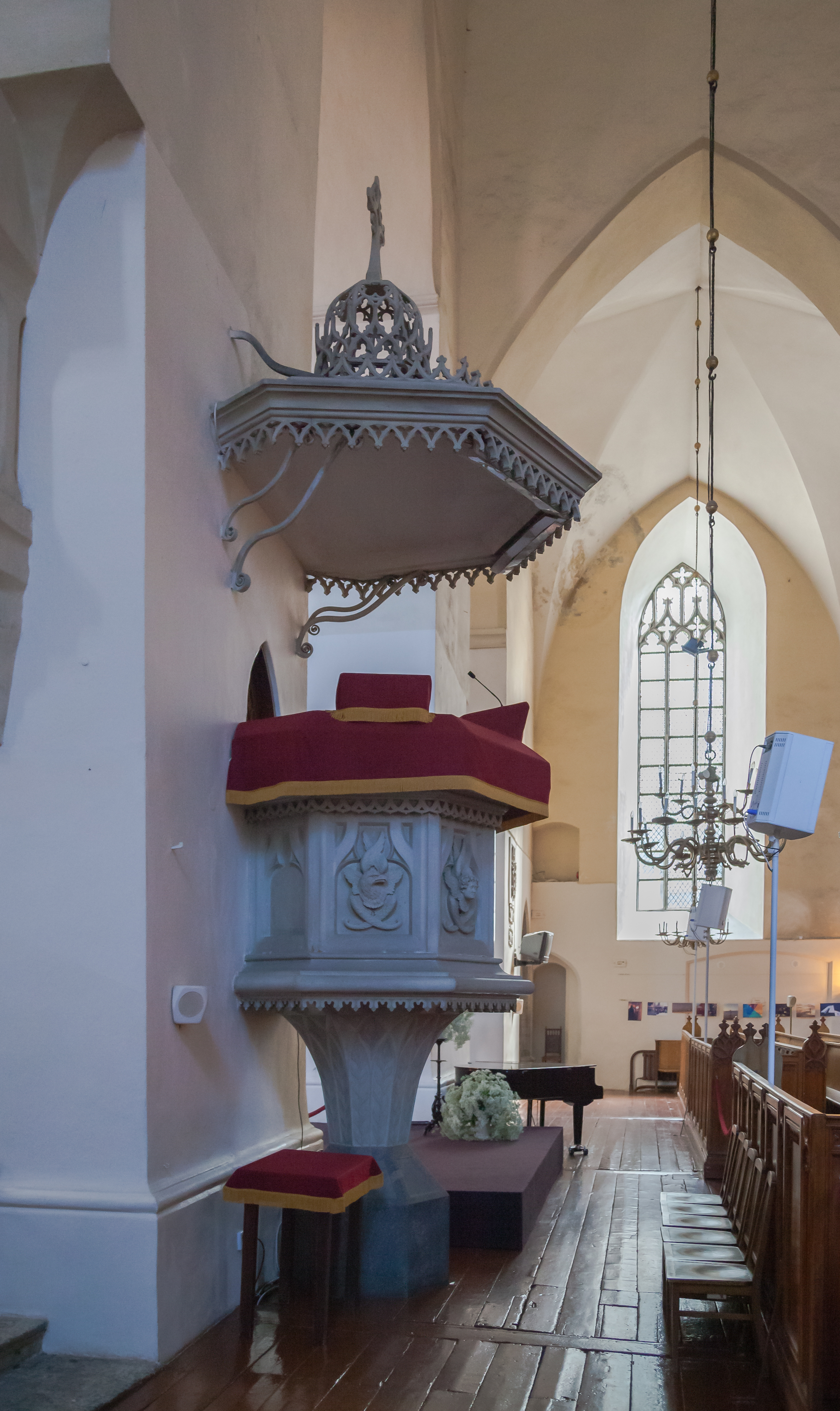
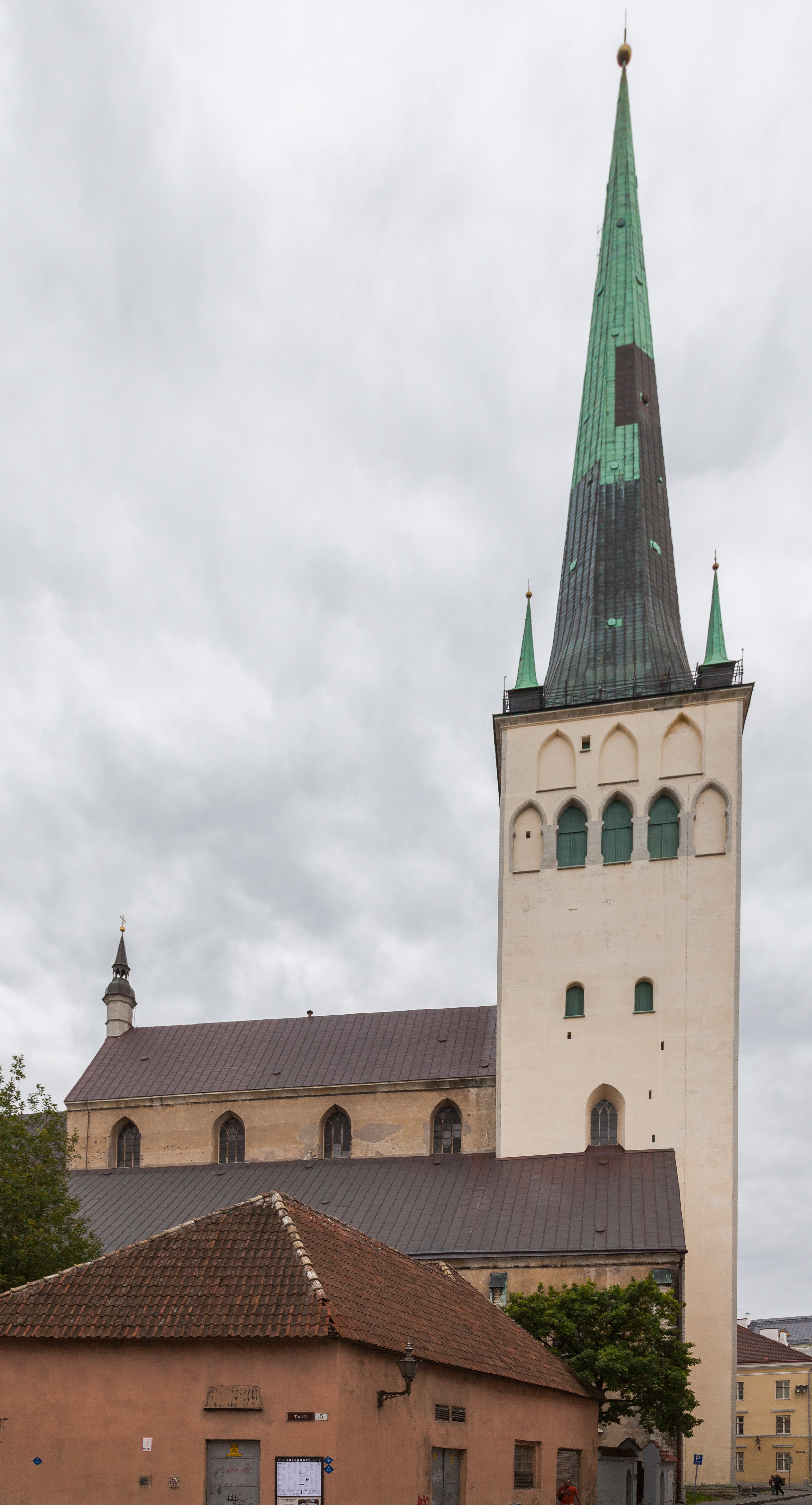
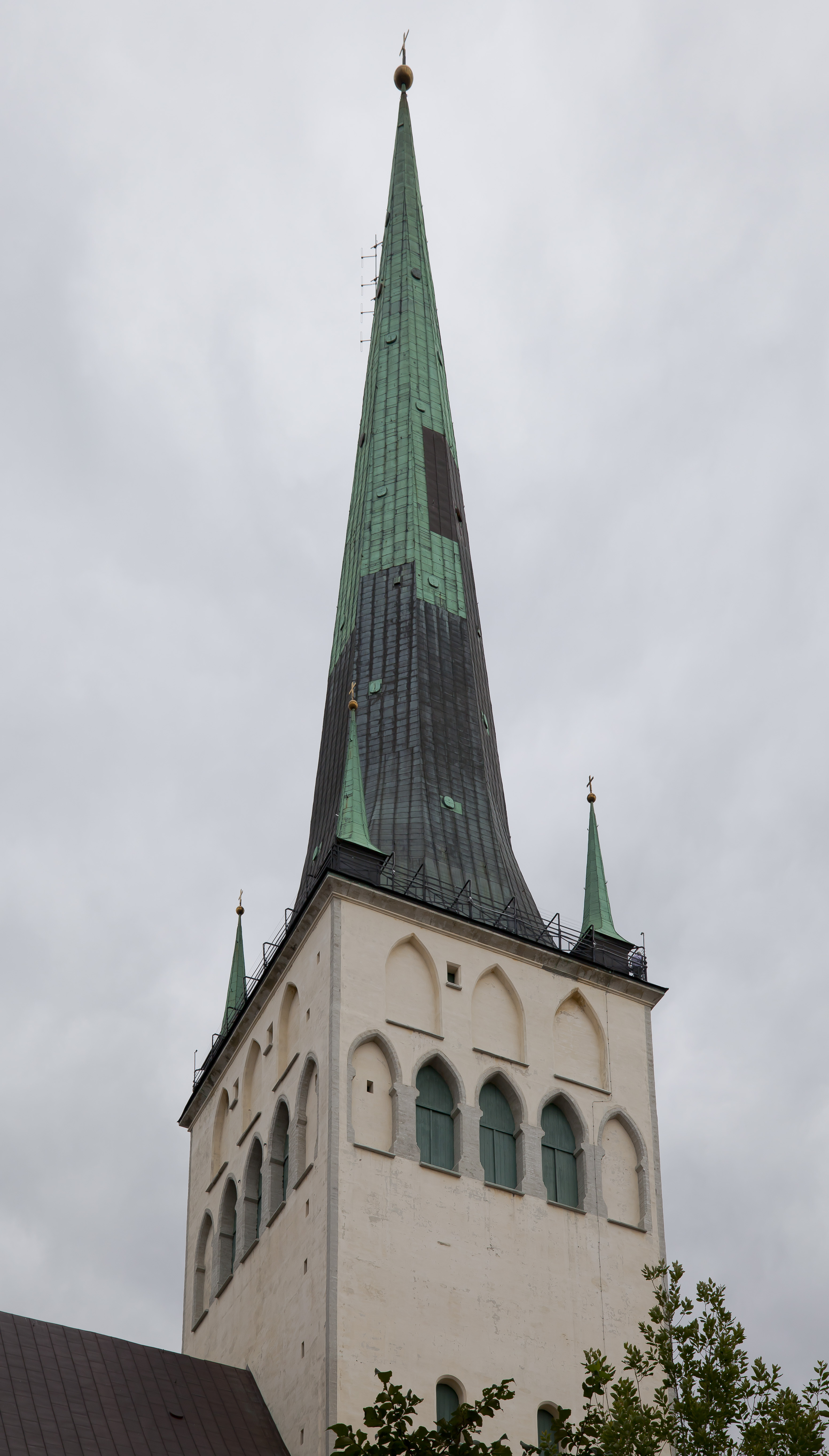
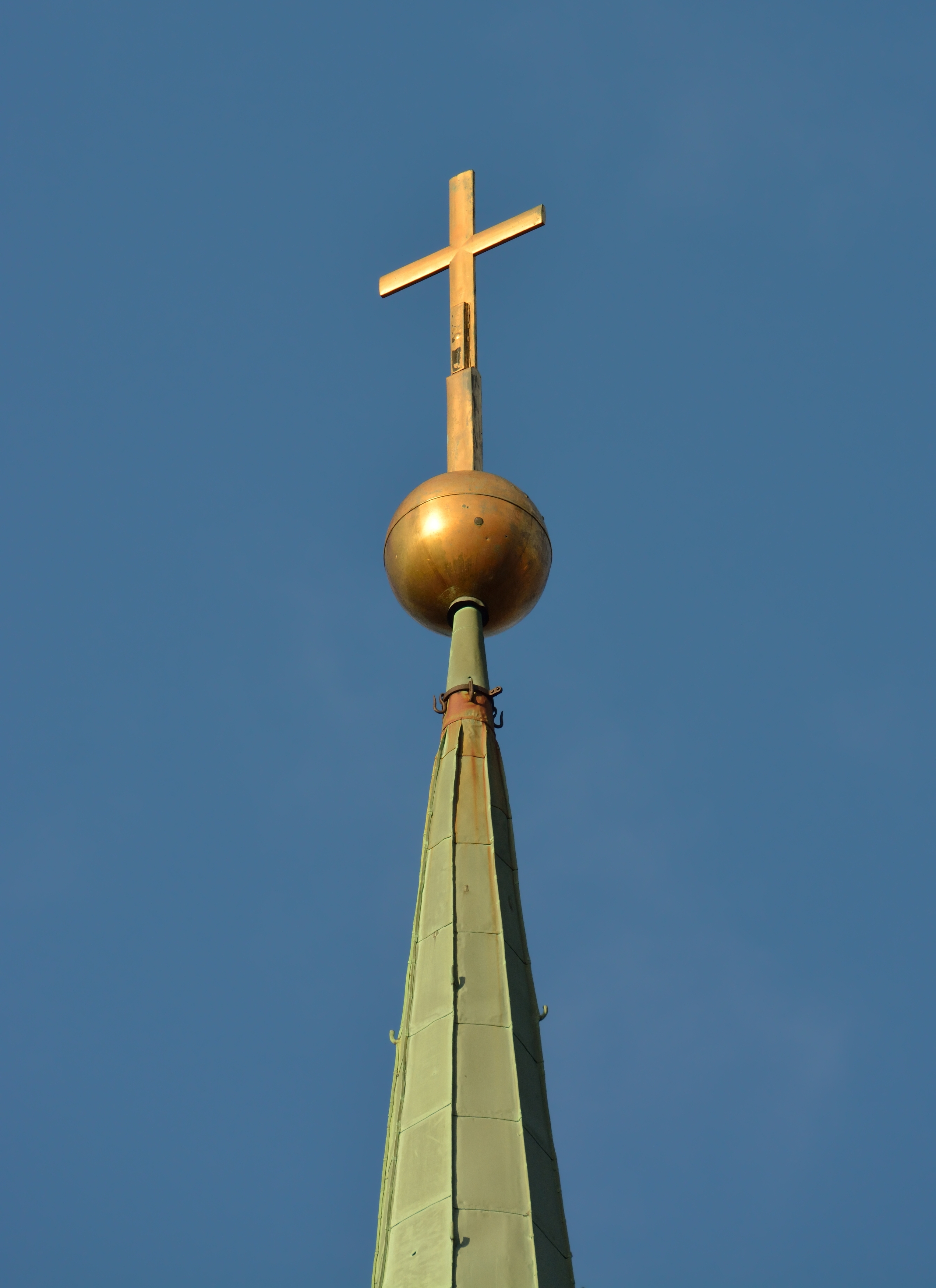
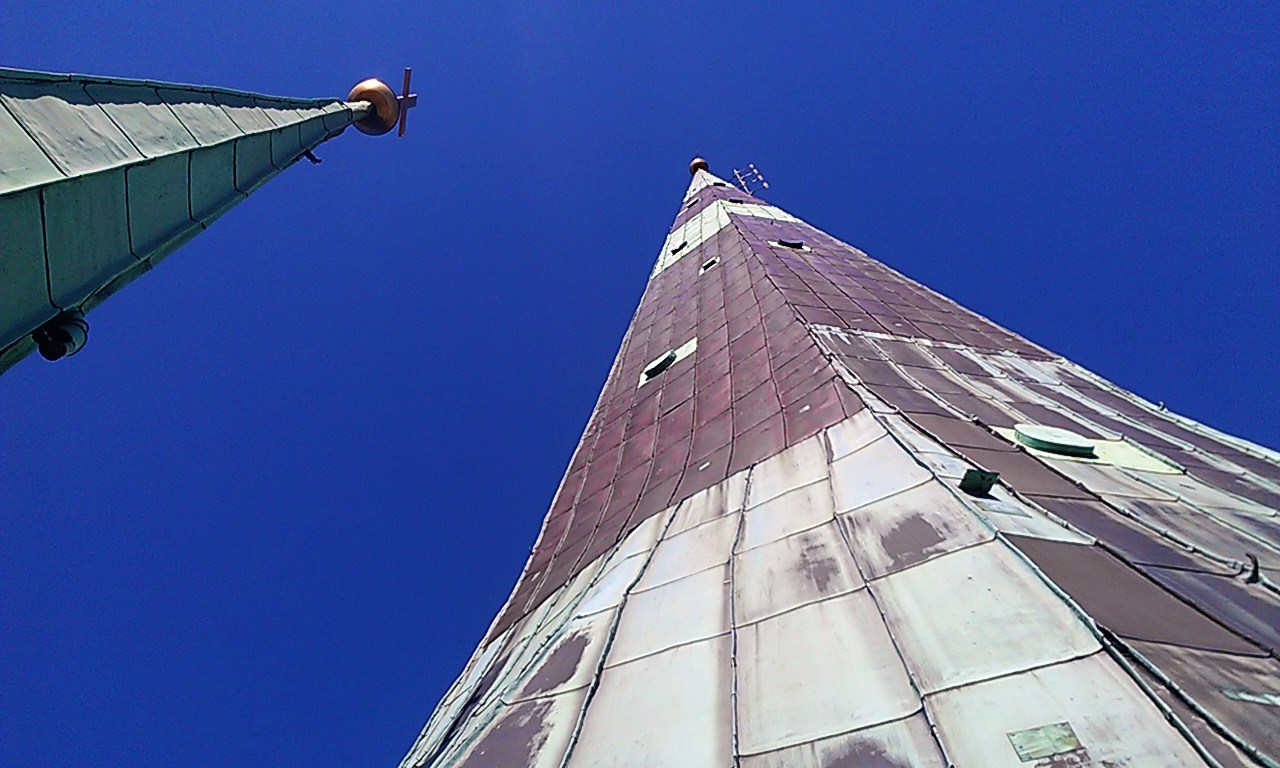
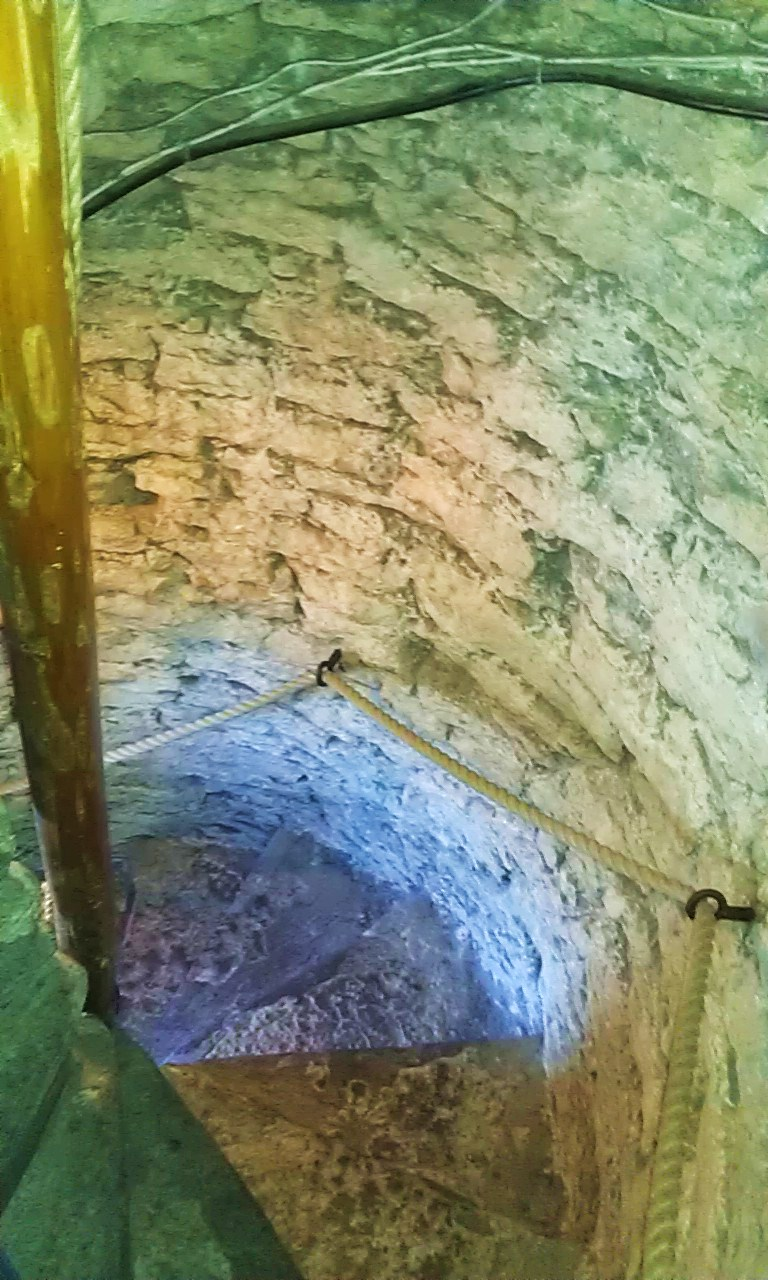